# Chersomanes beesleyi
La alondra  de Beesley (Chersomanes beesleyi) es una especie de ave paseriforme de la familia Alaudidae endémica de Tanzania.

## Distribución y hábitat
Se la encuentra únicamente en el sureste de Tanzania. Sus hábitats naturales son los matorrales tropicales así como llanuras de inundación.